# Tipula (Lunatipula) cedrophila
Tipula (Lunatipula) cedrophila is een tweevleugelige uit de familie langpootmuggen (Tipulidae). De soort komt voor in het Palearctisch gebied.